# Las Palas
Las Palas är en ort i Spanien.   Den ligger i provinsen Murcia och regionen Murcia, i den sydöstra delen av landet, 400 km sydost om huvudstaden Madrid. Las Palas ligger 185 meter över havet och antalet invånare är 1 284.
Terrängen runt Las Palas är platt åt nordost, men åt sydväst är den kuperad. Runt Las Palas är det tätbefolkat, med 331 invånare per kvadratkilometer. Närmaste större samhälle är Cartagena, 19,1 km öster om Las Palas. Trakten runt Las Palas består till största delen av jordbruksmark.